# International Primatological Society

A International Primatological Society (IPS) é uma organização sem fins lucrativos focada em estudos dos primatas. Ela incentiva pesquisa científica em todas suas áreas de estudos, facilita a colaboração entre pesquisadores e promove a conservação dos primatas.
Junto com a  IUCN Species Survival Commission Primate Specialist Group (IUCN/SSC PSG) e Conservation International (CI), ela publica uma lista bianual intitulada Primates in Peril: The World's 25 Most Endangered Primates.